# Mionectes olivaceus
Abre-asa-de-listas-oliváceas ou abre-asa-oliváceo (Mionectes olivaceus) é uma espécie de ave da família Tyrannidae.
Pode ser encontrada nos seguintes países: Bolívia, Colômbia, Costa Rica, Equador, Panamá, Peru, Trinidad e Tobago e Venezuela.
Os seus habitats naturais são: florestas subtropicais ou tropicais húmidas de baixa altitude, regiões subtropicais ou tropicais húmidas de alta altitude e florestas secundárias altamente degradadas.